# Amex (motorfiets)
Amex is een voormalig Duitse producent van motorfietsen.
Duits bedrijfje van Fritz Alexander dat na de overname van Moto Morini door Cagiva nog Morini's bleef bouwen onder de naam Rebello. 
Deze typenaam kwam overigens ook van Moto Morini, dat in 1957 een 175cc-model onder deze naam maakte.